# 벨라루스-폴란드 관계

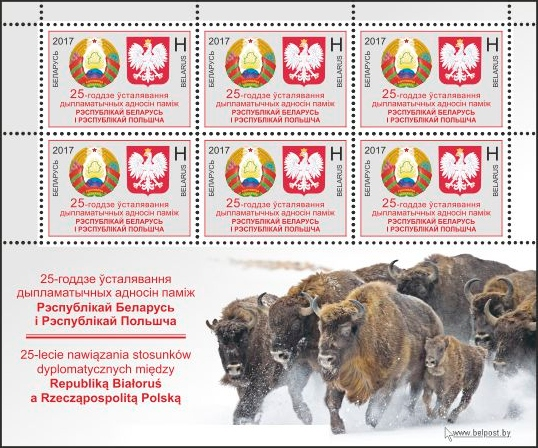
벨라루스와 폴란드 관계 수립 25주년을 기념하는 2017년 벨라루스 우표 시트

벨라루스 공화국과 폴란드 공화국은 1992년 3월 2일 외교 관계를 수립했다. 폴란드는 벨라루스의 독립을 인정한 최초의 국가 중 하나였다. 두 나라는 국경을 접하고 있으며 러시아 제국과 폴란드-리투아니아의 역사를 공유한다. 그들은 1945년 10월에 함께 유엔의 원년 회원국으로 가입했다. 두 나라는 현재 국경 위기에 직면해 있다.
두 나라 간의 문화 관계는 상당히 우호적이지만, 현재 외교 관계는 매우 긴장되어 있다. 폴란드는 NATO와 유럽 연합의 회원국이며 반러시아적 입장을 취하는 반면, 벨라루스는 오랫동안 러시아를 확고하게 지지해 왔기 때문에, 이러한 별개의 경로는 기본적으로 긍정적인 양자 관계를 손상시킨다(자세한 내용은 러시아-유럽 연합 관계 참조). 2011년 8월, 폴란드로부터의 정보 사용으로 알레스 뱔랴츠키가 체포되면서 두 나라 사이에 격렬한 설전이 벌어졌다. 그러나 2017년 2월, 벨라루스와 러시아 사이에 국경 통제 문제로 일부 긴장이 발생했고, 벨라루스 대통령 알렉산드르 루카셴코는 러시아의 행동에 분개함을 표했다.
초기에 폴란드와 벨라루스는 바르샤바에서 레흐 바웬사의 대통령 재임 기간과 민스크에서 스타니슬라우 슈시케비치의 리더십 하에 1991년부터 1994년까지 우호적인 관계를 유지했다.
이후 두 나라 관계는 크게 악화되었다. 2020년 벨라루스 대통령 선거 전후로 전국적으로 수많은 반정부 시위가 발생했다. 벨라루스 당국은 다양한 인권 침해를 포함한 폭력적인 정치적 탄압을 가했으며, 폴란드는 이러한 조치를 강력히 비난했다. 알렉산드르 루카셴코의 6선 당선 주장 이후, 유럽 이사회는 8월 19일 선거가 자유롭지도 공정하지도 않았으므로 그 결과를 인정하지 않는다고 결정했다. 폴란드와 리투아니아는 벨라루스 야권을 공식적으로 지지한 최초의 국가 중 두 곳이 되었다. 이러한 태도에 분노한 루카셴코는 벨라루스가 EU 국경을 폐쇄하고 추가 경비대와 병력을 배치했다고 주장했다. 2021년 8월, 벨라루스에서 갑작스러운 난민 유입이 발생하자 폴란드는 벨라루스와의 동부 국경을 경비하기 위해 15,000명의 병력을 배치했다. 양국 군대, 국경 경비대, 그리고 그 사이에 갇힌 난민들 사이에 대치 상황이 벌어졌다. 폴란드는 벨라루스가 하이브리드 전쟁에 가담했다고 비난했고, 폴란드는 이주민을 강제로 밀어냈다고 비난받았다. 2022년까지 폴란드는 두 나라 사이의 국경 장벽 건설을 완료했다. 같은 해, 벨라루스에 있는 여러 국내군 기념물이 고의적으로 파괴되었다.

## 지리
벨라루스와 폴란드는 공통 국경 (약 418km 길이)을 공유하는데, 이 국경은 유럽 연합 외부 국경이며, 벨라루스와 폴란드 국립공원 사이에 원시 비아워비에자 숲을 나눈다.
1999년 벨라루스 인구조사에 따르면 벨라루스 내 폴란드인은 벨라루스 인구의 3.9%를 차지한다. 2002년 폴란드 인구조사에 따르면 폴란드 내 벨라루스인은 48,700명이었다. 두 소수민족은 해당 지역의 토착 인구를 대표하며, 주재 정부에 의해 공식적으로 인정받고 있다.

## 근현대사

### 2020년 벨라루스 시위
2020년 벨라루스 시위와 폴란드 및 서방의 2020년 벨라루스 대통령 선거 무효 선언과 재선거 요구 속에서, 벨라루스는 폴란드 동부 근처에 병력을 배치했다.
벨라루스 시위가 강제 진압된 후, 주요 야권 경쟁자인 스뱌틀라나 치하노우스카야는 폴란드로, 그리고 리투아니아로 도피했다. 폴란드 정부는 벨라루스 야권이 사용할 수 있도록 바르샤바의 프라가프우드니에 지구에 있는 빌라를 10년간 할당했다. 또한 야권 지도자인 발레리 쳅칼로에게도 피난처를 제공했다. 마테우시 모라비에츠키 폴란드 총리는 야권에 도움을 제공하겠다고 약속했으며, 이는 루카셴코 대통령과 그의 동맹국들을 분노하게 했다. 폴란드는 또한 시위 조직에 중요한 역할을 한 벨라루스 뉴스 채널 넥스타를 호스팅하고 있다. 모라비에츠키 정부는 벨라루스 시민 사회와 독립 언론에 1,100만 유로를 지원하겠다고 약속했다.

### 벨라루스-EU 국경 위기
2022년 1월 폴란드는 187km에 달하는 벨라루스 국경을 따라 유자철선으로 덮인 5.5m(18피트) 높이의 철제 장벽 건설을 시작했으며, 이는 2022년 6월에 완료되었다.

### 2022년 러시아의 우크라이나 침공의 여파
2022년 7월 6일, 2022년 러시아의 우크라이나 침공으로 모라비에츠키 정부가 폴란드 군사 예산 대폭 증액을 발표한지 불과 몇 달 만에, 벨라루스군 총참모부는 폴란드가 "이미 반복적으로 제국주의적 야망을 드러냈고, [미국] 백악관의 지원을 받아 동유럽뿐만 아니라 중유럽에서도 선두 주자로 자리매김하고 있다"고 지적했다. 루슬란 코시기 육군 소장은 이어서 "폴란드 영토와 발트해 국가들은 미국이 러시아 연방과 그 동맹국들에 대한 유럽 내 또 다른 피비린내 나는 분쟁을 일으킬 계획인 군사 훈련장으로 변모하고 있다"고 말했다. 그는 "일부 폴란드 정치인들이 이른바 폴란드 조상들의 땅, 즉 우크라이나와 벨라루스의 서부 지역 반환을 추진하려는 시도"에 대해 우려했다.
2022년에 벨라루스에서는 폴란드 국내군 기념비를 포함한 폴란드 국가 추모지가 파괴되거나 훼손되었는데, 스트리예프카의 국내군 기념비, 미쿨리시키의 국내군 병사 막사, 수르칸티의 묘지, 보그다니 (예울라시), 보브라비치, 뱔리키야 요트카비치, 바우카비스크, 딘딜리시키, 카치치, 이비에, 피에스카브치, 아시미아니 및 플레바니시키의 국내군 묘지와 추모지가 이에 해당한다.
2022년 10월 10일, 폴란드 정부는 양국 관계가 점점 더 긴장됨에 따라 폴란드 시민들에게 상업적 및 개인적인 수단을 이용해 벨라루스를 떠날 것을 권고했다. 폴란드 정부는 또한 벨라루스 내 폴란드 소수민족이 일부 지역사회 지도자들의 투옥을 포함하여 국가로부터 점점 더 많은 탄압을 받고 있다고 주장한다.

#### 폴란드 영공 침범
2023년 8월 1일, 벨라루스의 밀 Mi-8 헬리콥터와 밀 Mi-24 헬리콥터가 폴란드 영토를 3킬로미터 이상 비행하여 비아워비에자 마을에 도달한 후 다시 돌아와 그루트키 마을 상공을 비행한 것으로 보고되었다. 처음에 폴란드 국방부는 이 주장을 부인했다. 며칠 전, 폴란드는 벨라루스가 러시아의 바그너 그룹에 대해 폴란드를 조롱한 후 국경에 더 많은 병력을 파견할 것이라고 밝혔다.

## 무역
2021년 폴란드는 벨라루스에 18억 6천만 달러어치의 상품을 수출했으며, 주요 수출품은 기관차 부품이었다. 벨라루스는 폴란드에 20억 달러어치의 상품을 수출했으며, 주요 수출품은 철도 운송이었다. 1995년부터 2021년까지 폴란드의 수출은 연평균 8.62% 증가했으며, 벨라루스는 연평균 8.92% 증가했다.

## 재외공관
- 벨라루스는 바르샤바에 대사관, 비아위스토크에 총영사관, 비아와포들라스카에 영사관을 두고 있다.[21]
- 폴란드는 민스크에 대사관, 브레스트와 흐로드나에 총영사관을 두고 있다.[22]

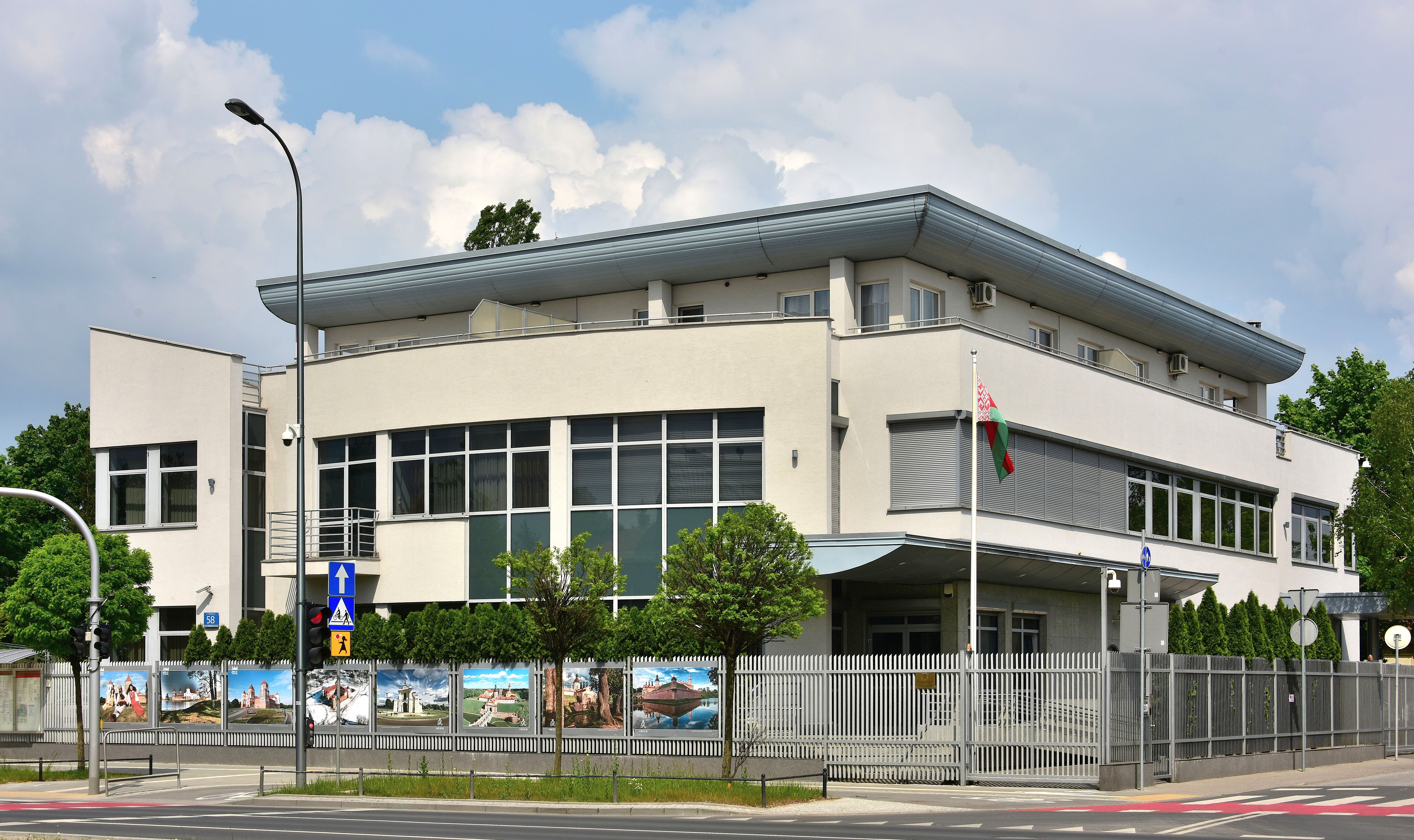
바르샤바 주재 벨라루스 대사관
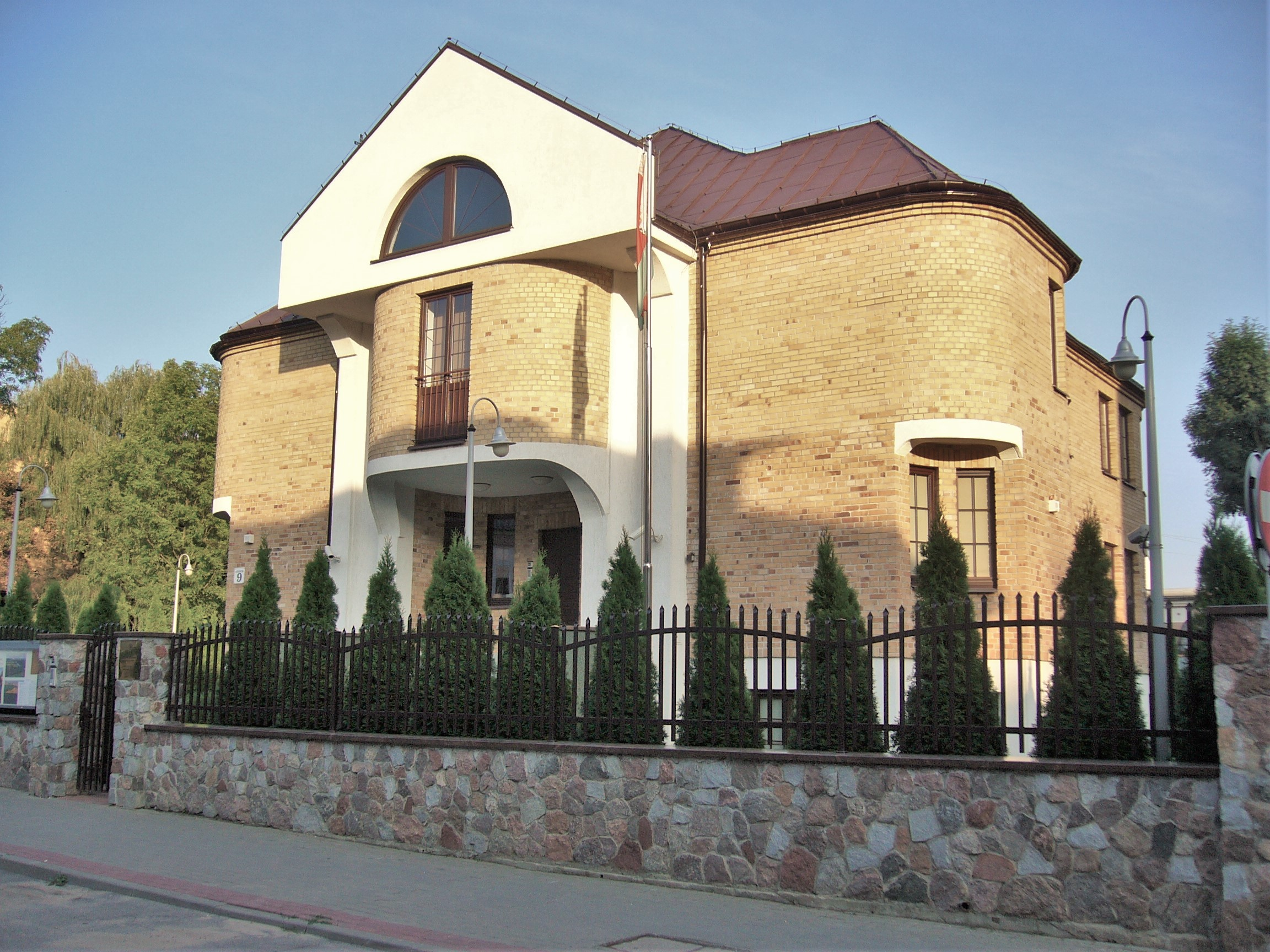
비아위스토크 주재 벨라루스 총영사관

## 같이 보기
- 2021년 벨라루스-유럽 연합 국경 위기
- 폴란드-벨라루스 국경
- 벨라루스의 대외 관계
- 폴란드의 대외 관계